# Wólka Zaleska (województwo podlaskie)
Wólka Zaleska – wieś w Polsce położona w województwie podlaskim, w powiecie bielskim, w gminie Wyszki.
W latach 1921–1934 wieś należała do gminy Topczewo.
Według Powszechnego Spisu Ludności z 1921 roku wieś zamieszkiwało 86 osób, wśród których 81 było wyznania rzymskokatolickiego, a 5 mojżeszowego. Jednocześnie 81 mieszkańców zadeklarowało polską przynależność narodową, a 5 żydowską. Było tu 18 budynków mieszkalnych.
W latach 1975–1998 miejscowość należała administracyjnie do województwa białostockiego.
Wierni kościoła rzymskokatolickiego należą do parafii św. Stanisława w Topczewie.